# 車速限制 (遊戲)
《車速限制》是由克羅地亞工作室Gamechuck開發，預定由Chorus Worldwide發行的動作遊戲。遊戲預定於2021年2月發行，對應PlayStation 4、Microsoft Windows、任天堂Switch、Xbox One和Xbox Series X/S平台。